# 阳光体育之歌
阳光体育之歌是中華人民共和國的一首歌曲，由李幼容作词，徐锡宜作曲。该曲于2007年由阳光运动工程在中國各地推广。这首歌也是第三套全中國小学生广播体操之七彩阳光的背景音乐。